# Ambrotípia

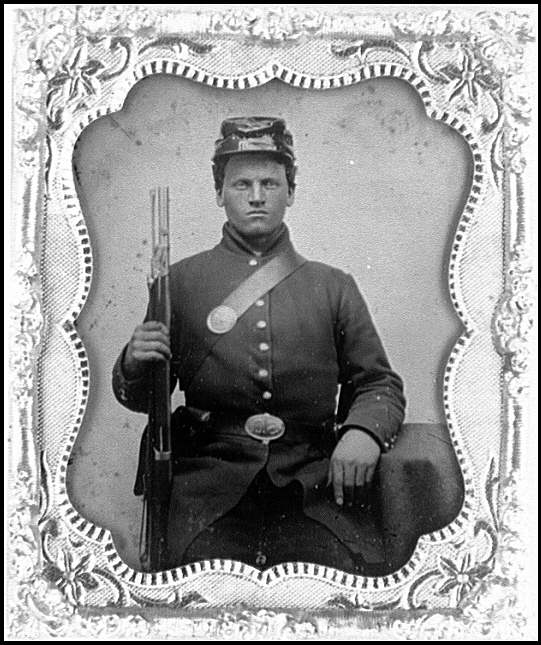
Katonaportré az amerikai polgárháború idején (1860–65 körül)

Az ambrotípia vagy melanotípia egy fotográfiában használt direktpozitív képrögzítési eljárás.
Nevét a görög „ambrosz" (örök) szóból nyerte, a „mela" jelentése fekete. Az angolszász szakirodalomban gyakran előfordul, hogy a ferrotípiát a melanotípia egy változataként jelölik. Az ambrotípiát a szegény ember dagerrotípiájának is nevezték.

## Története
Sir John Herschel kísérletei nyomán Adolphe Alexander Martin ajánlotta 1851-ben, hogy rövid expozíciót és lágy hívást alkalmazzanak, mert így fátyolmentes, nem túl kemény képet nyerhetnek. Ugyancsak ő próbálta meg 1853-ban a kollódium emulziót feketére lakkozott hátú fémlemezre is felvinni (ferrotípia).
Az amerikai szakirodalom szerint az eljárást 1854-ben szabadalmaztatta a bostoni James Ambrose Cutting, szerintük az ő nevéről hívják ambrotípiának, míg más források szerint Frederik Scott Archer és Peter Fry voltak a feltalálók.

## Az eljárás
A felvétel a helyszínen készült, ahogy a kollódiumos (nedves) üvegnegatívok általában. Vagy a szükségesnél rövidebben exponálták, vagy halványították (például salétromsavban). Az előhívás után, (a hívó vas-szulfát vagy pirogallol volt), a negatívot általában kifehérítették, majd fekete bársonnyal, papírral egybekeretezve installálták. Gyakran előfordult, hogy az emulzióval előrefelé keretezett ambrotípia hátsó üvegoldalát festették, vagy feketére, vagy sötétvörösre, melyhez főleg lakkal elkevert kormot, bitument vagy más keveréket használtak. Az ambrotípiákhoz különösen tiszta kollódiumot használtak, hogy fátyolmentes, erőteljes árnyékokat kapjanak.
Kétféleképpen installálták: emulziós oldalukkal előre vagy hátrafelé (ez esetben az üveg anyagában színezett). Színezett ambrotípia esetén majdnem biztos, hogy az emulziós oldal esik a néző felé, viszont ha az emulziós oldalukkal hátrafelé installálták, akkor nem volt szükség első üvegre, csak a negatív üvege óvta a képet. Előfordult, hogy a két üveget a széleken összeragasztották kanadabalzsammal, hogy a réteget ne érje levegő.
Fontos jellemzője a limitált tónusrend, ami egyébként valamennyi direktpozitívra jellemző.

## Anyaga
Kollódiumos üvegnegatív, valamint a háttér anyaga (fekete bársony, szövet, papír), illetve ezek hiányában a hátoldali üveg megszínezésére használt korom vagy más festék, valamint az ezeket összetartó un. installációs anyagok.
A kép mögé kerülő anyagot feketére, sötét bíborra, esetleg sötétkékre festették, vagy  anyagában – többnyire sötétvörösre – színezett üveghordozót használtak.

### Méretei
Eleinte megegyeznek a dagerrotípiákéval, később a nedves kollódiumos eljárásnál használt méretekkel.